# Санкции в связи со вторжением России на Украину (7 пакет)
Седьмой пакет санкций в связи со вторжением России на Украину был принят с 21 июля по 4 октября 2022 года за вторжение на Украину.

## Хронология

### 21 июля 2022 года
ЕС ввёл 7-й пакет санкций, он включает:
- запрет на прямые и непрямые операции с российским золотом[1]
- расширение списка товаров, которые находятся под особым контролем властей и которые «могут способствовать военному и технологическому совершенствованию России или развитию её сектора обороны и безопасности»[1]
- санкции против 54 россиян и 10 российских юридических лиц, среди которых: заместитель премьер-министра Андрей Белоусов, губернатор Кемеровской области Сергей Цивилев, глава «Ростеха» Сергей Чемезов, НПО «Квант», мэр Москвы Сергей Собянин и представитель президента Российской Федерации в Северо-Кавказском федеральном округе Юрий Чайка, бизнесмен Андрей Козицын, детский омбудсмен Мария Львова-Белова, актёры Владимир Машков и Сергей Безруков, лидер мотоклуба «Ночные волки» Александр Залдостанов (Хирург), фонд «Русский мир», движение «Юнармия»[1][2]
- санкции против 10 граждан Сирии и 2 сирийских организаций[2][3]
- новые ограничительные меры против «Сбербанка»[1]
- расширение запрета на прием депозитов у юридических лиц и организаций, учрежденных в третьих странах и в основном контролируемых гражданами РФ или физическими лицами, которые находятся в России[1]
- обязательство для попавших под санкции россиян раскрыть свои активы в странах ЕС. Несоблюдение этого требования может привести к аресту незадекларированных активов[4].

Великобритания ввела санкции на импорт из России золота, угля (с 10 августа) и нефти (с 31 декабря).

### 22 июля 2022 года
Порт Роттердама прекратил контейнерные перевозки в Россию и из неё. Он является крупнейшим портом в Европе и одним из крупнейших портов по грузообороту в мире.

### 25 июля 2022 года
ЕС продлил на полгода, до 31 января 2023 года, действие санкций против России, принятых начиная с 2014 года.

### 26 июля 2022 года
Великобритания ввела санкции против 42 физических и юридических лиц, среди которых:
- министр юстиции России Константин Чуйченко и его заместитель Олег Свириденко, два племянника уже попавшего под санкции миллиардера Алишера Усманова, главный редактор Sputnik International Антон Анисимов, британский блогер Грэм Филлипс, представители так называемой «ЛНР»
- 29 глав регионов России, среди которых Андрей Воробьев (Московская область), Александр Богомаз (Брянская область), Александр Гусев (Воронежская область), Роман Старовойт (Курская область), Евгений Куйвашев (Свердловская область) и другие
- 5 граждан Сирии, а также сирийская компания, которая, по мнению британского правительства, сотрудничает с «ЧВК Вагнера».

Азиатско-Тихоокеанская группа по борьбе с отмыванием денег лишила Россию статуса наблюдателя.

### 29 июля 2022 года
США ввели санкции против:
- члена московской Общественной наблюдательной комиссии Александр Ионов и связанные с ним «Антиглобалистское движение», ООО «Ионов Трансконтинентал» и агентство Stop-Imperialism
- Наталии Бурлиновой и её Центра поддержки и развития общественных инициатив «Креативная дипломатия».

Украина разорвала соглашение о судоходстве по внутренним водным путям с Беларусью.

### 1 августа 2022 года
Новая Зеландия расширила свои санкции против России, включив в них «большую сеть» организаций, поддерживающих её вооружённые силы, среди них: виды и отдельные рода вооружённых сил, в том числе материально-техническое обеспечение, а также оборонные предприятия, ответственные за поставку оружия и снаряжения вооружённым силам, включая страховую компанию СОГАЗ, РЖД и оборонные предприятия, которые занимаются разработкой, производством и испытаниями военной техники.
Латвия приостановила соглашение о экономическом сотрудничестве с Россией, соглашение между об упрощении взаимных поездок между жителями приграничных районов с Россией и прекратила соглашение с РФ о создании межправительственной комиссии в сферах экономического, научно-технического, гуманитарного и культурного сотрудничества.

### 2 августа 2022 года
США ввели санкции против:
- 13 человек, среди которых: предполагаемая любовница президента Владимира Путина Алина Кабаева; бывший генеральный директор компании «Фосагро» Андрей Григорьевич Гурьев и его сын Андрей Гурьев; глава Магнитогорского металлургического комбината Виктор Рашников; экс-глава международного производителя удобрений «Еврохим» и угольно-энергетической компании СУЭК Андрей Мельниченко; экс-председатель совета директоров Трубной металлургической компании, владелец и председатель ЗАО "Группа «Синара» Дмитрий Пумпянский; назначенные Россией глава и замглавы оккупационной администрации Херсонской области Владимир Сальдо и Кирилл Стремоусов, «мэр» Мариуполя Константин Иващенко, также назначенный на эту должность властями РФ после оккупации; экс-председатель совета директоров ОАО «Новороссийский морской торговый порт» и АО «Международный аэропорт Шереметьево» Александр Пономаренко; гендиректор АО «Перспективные промышленные и инфраструктурные технологии» Антон Урусов; президент Всероссийской федерации самбо Сергей Елисеев; жена главы Российского фонда прямых инвестиций (РФПИ) Кирилла Дмитриева Наталья Попова, которая также известна как «инициатор проектов» в организации «Иннопрактика», возглавляемой дочерью Путина Екатериной Тихоновой[14]
- фонда и технопарка «Сколково», Сколковского института науки и технологии «Сколтех», «Государственной транспортной лизинговой компании» и её четырёх дочерних предприятий, АО «Перспективные промышленные и инфраструктурные технологии», «Комитета по спасению за мир и порядок»[14][15]
- яхты Пумпянского «Аксиома»[15].

Канада ввела санкции против:
- 43 человек[14]
- 17 юридических лиц, включая: научно-производственные компании «Алмаз» и «Салют», акционерное общество «Горизонт», пермский завод «Машиностроитель»[14].

Швейцария до 1 сентября 2022 года продлила ранее введенные защитные меры в отношении цюрихского филиала российского банка Сбербанк (Sberbank Switzerland).

### 3 августа 2022 года
Швейцария присоединилась к седьмому пакету санкций ЕС, она:
- ввела запрет на покупку, импорт или транспортировку золота и золотых изделий из России, запретив также и услуги, связанные с этими товарами
- заморозила активы Сбербанка, которому теперь будет запрещено предоставлять средства, экономические ресурсы и технические услуги
- ввела санкции против 54 российских граждан и девяти компаний
- зеркально отразила исключения, сделанные ранее ЕС — из-под санкций выводятся операции государственных компаний, связанных с поставками на мировой рынок продовольствия и удобрений и транспортировкой нефти в третьи страны.

### 4 августа 2022 года
ЕС ввёл новые санкции против Виктора Януковича и его сына.

### 5 августа 2022 года
Албания, Босния и Герцеговина, Исландия, Лихтенштейн, Норвегия, Северная Македония, Украина и Черногория присоединились к седьмому пакету санкций ЕС, введённому 21 июля, и продлению на полгода, до 31 января 2023 года, действия санкций ЕС против России, принятых начиная с 2014 года.

### 9 августа 2022 года
США ввели визовые ограничения против 100 белорусских чиновников и связанных с ними лиц.
Украина расторгла соглашение с Беларусью о сотрудничестве силовых структур.

### 11 августа 2022 года
Латвия и Эстония, в связи с укреплением отношений Китая с Россией, покинули Сотрудничество Китая и стран Центральной и Восточной Европы.

### 16 августа 2022 года
Латвия перестала выплачивать пенсию в рублях латвийским пенсионерам, проживающим в России.

### 17 августа 2022 года
Швейцария присоединилась к новым санкциям ЕС против Виктора Януковича и его сына.

### 23 августа 2022 года
Канада ввела санкции против:
- 62 граждан России, среди которых главы 27 российских регионов, члены их семей, а также высокопоставленные чиновники предприятий оборонного сектора, бывший министр обороны Анатолий Сердюков, уполномоченная при президенте России по правам ребёнка Марию Львова-Белова и премьер-министр так называемой «ДНР» Виталий Хоценко
- концерн «Автоматика», входящий в «Ростех».

Новая Зеландия ввела санкции «направленные против политических и военных в сепаратистских регионах Донецка и Луганска». Они коснулись 48 физических и одного юридического лица.
Украина прекратила действие межправительственного Соглашения с РФ о мерах по обеспечению параллельной работы Объединённой энергетической системы Украины и Единой энергетической системы РФ.

### 25 августа 2022 года
Албания, Босния и Герцеговина, Исландия, Лихтенштейн, Норвегия, Северная Македония, Украина и Черногория присоединились к решению ЕС о введении новых санкций против Виктора Януковича и его сына.

### 27 августа 2022 года
Украина разорвала соглашение о научно-техническом и экономическом сотрудничестве в области атомной энергетики с Россией.

### 1 сентября 2022 года
ЕС ввел санкции против депутатов Государственной думы РФ Аллы Поляковой и Антона Ткачёва, а также члена Совета Федерации РФ Валерия Пономарёва.

### 2 сентября 2022 года
США ввели ограничения на продажу в Россию и КНР высокопроизводительных моделей чипов, которые производятся Nvidia и Advanced Micro Devices (AMD).
Украина ввела санкции против 99 физических и 178 юридических лиц из России и Беларуси, включая дочерей Владимира Путина Катерину Тихонову и Марию Воронцову, должностных лиц российского и белорусского национальных банков, предприятия военно-промышленного комплекса РФ, компании «Серния» и «Царьград».

### 8 сентября 2022 года
Украина ввела санкции против 606 россиян, среди которых 28 членов Совета безопасности России, 154 члена Совета Федерации России, 424 депутата Госдумы России.
США ввели санкции против группы иранских граждан и компаний, причастных к производству дронов и поставкам вооружений в Россию:
- поставщика услуг авиаперевозок за его причастность к поставке иранских военных беспилотных летательных аппаратов (БПЛА) в Россию — Safiran Airport Services
- 3 компаний и одно физического лица, участвующих в исследованиях, разработке, производстве и поставках БПЛА и компонентов для них, включая беспилотники серии Shahed — Paravar Pars, DAMA, Baharestan Kish и её управляющего директора Рехматоллы Хейдари.

### 14 сентября 2022 года
ЕС продлил ещё на полгода, до 15 марта 2023 года, санкции в отношении лиц, ответственных за подрыв территориальной целостности или создание угрозы суверенитету и независимости Украины.

### 15 сентября 2022 года
США:
- ввели санкции против 44 физических и 32 юридических лиц, в числе которых[39]:
  - российская Национальная система платежных карт (НСПК), организации, принадлежащей Центральному банку России и управляющей национальной сетью платежных карт «Мир»[40]
  - помощник президента России Максим Орешкин, бывший министр экономического развития, а также гендиректор НСПК Владимир Комлев, председатель правления Национального расчетного депозитария (НРД) Виктор Жидков, Эдди Астанин, которого OFAC в пресс-релизе называет главой правления Национального клирингового центра (НКЦ), генеральный директор Агентства по страхованию вкладов Андрей Мельников[39]
  - 2 юридических и 22 физических лица, связанные с нарушением прав человека[40], включая уполномоченную по правам ребёнка в России Марию Львову-Белову, которая «работая непосредственно под руководством Путина», координировала усилия России «по депортации тысяч украинских детей в Россию»[39]
  - повторно Рамзан Кадыров, который под американскими санкциями находится ещё с 2017 года, а также семь его родственников и модный дом Firdaws, которым управляет Айшат Кадырова[39]
  - неонацистская военизированная группировка «Русич», а также петербуржцы Алексей Мильчаков и Ян Петровский, которых OFAC называет руководителями «Русича»[39]
  - 31 оборонная, технологическая и электронная организация[40]
  - 22 российских назначенца, включая пятерых людей, несущих ответственность за конфискацию и кражу сотен тысяч тонн украинского зерна, что усугубило проблему продовольственной безопасности во всем мире[40], среди которых Евгений Балицкий и Владимир Рогов, которые входят в оккупационную военно-гражданскую администрацию в Запорожской области Украины, а также крымские судьи и сотрудники правоохранительных органов[39]
- запретили гражданам США, где бы они ни находились, предоставлять услуги квантовых вычислений любому лицу, находящемуся в России[40]
- расширили экспортный контроль в отношении России и Беларуси, добавив контроль над товарами, потенциально полезными для российских мощностей по производству химического и биологического оружия[40]
- известили, что будут накладывать блокирующие санкции на лиц и организации, которые будут использовать российскую платежную систему «Мир» за пределами России[41].

Латвия приостановила соглашение с Беларусью о взаимной помощи в таможенных вопросах и договор с Беларусью об осуществлении воздушного сообщения с 10 октябряref name="Интерфакс-Украина15.09.2022">Латвия в октябре приостановит действие трех соглашений с Беларусью Архивная копия от 17 марта 2023 на Wayback Machine//«Интерфакс-Украина», 15.09.2022</ref>.
Эстония приняла решение о расторжении межправительственного договора о таможенном сотрудничестве Эстонии и России.

### 16 сентября 2022 года
Швейцария объявила о приостановке обмена налоговой информацией с Россией.

### 17 сентября 2022 года
Нидерланды досрочно отзывали лицензию у South Stream Transport B.V — нидерландской дочерней компании «Газпрома», которая занимается эксплуатацией и обслуживанием газопровода «Турецкий поток».

### 19 сентября 2022 года
Албания, Босния и Герцеговина, Исландия, Лихтенштейн, Норвегия, Северная Македония, Украина и Черногория присоединились к решению ЕС о расширении санкционного списка в связи с агрессией России против Украины от 1 сентября.

### 20 сентября 2022 года
Государственный Банк инвестиций и развития Вьетнама отказался от работы с российской банковской системой «Мир».

### 21 сентября 2022 года
Международный альянс разработчиков оборудования для телекоммуникаций Open RAN приостановил участие российских организаций «Сколково» и «МТС».

### 23 сентября 2022 года
Узбекистан приостановил обслуживание выпущенных международными банками карт «Мир». В дальнейшем регулятор Узбекистана не позволил в полной мере заменить доллары США сумами при товарообороте с Россией. В 2024 Узбекистан подписал соглашение с США, которое предполагает обмен информацией между таможенными службами двух стран, а также укрепление совместных усилий по борьбе с незаконным оборотом наркотиков, торговлей людьми, транснациональной преступностью, отмыванием денежных средств и уклонением от таможенных платежей.

### 26 сентября 2022 года
Япония:
- ввела санкции против 21 российской организации, среди которых: 46-й Центральный научно-исследовательский институт Минобороны России, Институт теоретической и экспериментальной физики имени А. И. Алиханова Национального исследовательского центра «Курчатовский институт», ПАО "Арзамасское научно-производственное предприятие «Темп-Авиа», ООО «Автоматизированная система торгов государственного оборонного заказа»
- запретила экспортировать в Россию товары и материалы, связанные с химическим оружием.

Великобритания ввела санкции против:
- 89 человек, среди которых: миллиардер и основатель «Киевской площади» Год Нисанов, основатель Уральской горно-металлургической компании Искандер Махмудов, председатель совета директоров компании «Площадь Европы» Зарах Илиев, глава группы компаний «Арети» Игорь Макаров, представители совета директоров и правления «Газпромбанка», наблюдательного совета и правления Сбербанка и «Совкомбанка»
- Гознака, Международного расчетного банка и пиар-агентства «ИМА-Консалтинг».

### 27 сентября 2022 года
Новая Зеландия ввела санкции против 19 «членов ближайшего окружения Путина».
Украина полностью запретила экспорт товаров в Россию.

### 29 сентября 2022 года
Польша ввела санкции против компании «Газпром экспорт».

### 30 сентября 2022 года
США:
- наложили санкции на 14 международных поставщиков за поддержку российских военных поставок
- ввели санкции в отношении 109 депутатов Государственной думы и 169 членов Совета Федерации
- ввели персональные санкции в отношении вице-премьер-министра России Александра Новака, руководителя Центробанка Российской Федерации и бывшей советницы Путина Эльвиры Набиуллиной, её первого заместителя Ольги Скоробогатовой, жены и сына зампредседателя Совета безопасности Дмитрия Медведева, жены и двоих сыновей премьер-министра Михаила Мишустина, члена Совета Федерации, матери Ксении Собчак Людмилы Нарусовой, членов семей мэра Москвы Сергея Собянина, министра обороны Сергея Шойгу, директора Федеральной службы войск национальной гвардии Виктора Золотова, членов семей депутатов Госдумы и сенаторов
- ввели визовые ограничения в отношении гражданина России Очур-Суге Монгуша за грубое нарушение прав человека, совершенное в отношении украинского военнопленного, и ещё 910 человек, включая военнослужащих Российской Федерации, белорусских военных и российских назначенцев, нарушающих суверенитет Украины
- добавили 57 организаций в список экспортного контроля
- сообщили, что текущие меры экспортного контроля могут коснуться организаций из третьих стран, которые оказывают материальную поддержку вооружённым силам России и Беларуси и военно-промышленной отрасли обеих стран.

Великобритания:
- ограничила доступ россиянам к консультационным услугам в области ИТ, архитектурным услугам, инжиниринговым услугам, рекламным услугам, юридическим консультациям по сделкам, аудиторским услугам
- ввела санкции против Эльвиры Набиуллиной, главы Центрального банка Российской Федерации.

Канада ввела санкции против 43 россиян, включив в список в том числе Татьяну Навку и детей пресс-секретаря президента РФ Дмитрия Пескова, членов семьи главы российской госкорпорации ВЭБ Игоря Шувалова, вице-губернатора Санкт-Петербурга Владимира Княгинина, заместителя председателя правления ПАО «Газпром» Фамила Садыгова.
Украина аннулировала ранее выданные ею лицензии компаниям, в отношении которых было принято решение о введении санкций.

### 1 октября 2022 года
Украина ввела санкции против более 3600 физических и юридических лиц:
- дети и родственники президента России Владимира Путина и его близкого окружения
- представители региональных элит и властей России
- олигархи и их близкое окружение
- артисты и пропагандисты, включая граждан Украины
- коллаборанты, перешедшие на сторону врага
- высокопоставленные должностные лица государственных корпораций
- представители высшего руководящего состава вооружённых сил России
- представители т. н. «правительств ЛНР/ДНР», оккупационной «власти» АР Крым и главари незаконных вооружённых формирований, действующих на оккупированной территории Украины
- иностранные граждане — «международные наблюдатели», участвовавшие в референдумах на временно оккупированных территориях Украины
- ключевые системообразующие компании, банки, предприятия ОПК, добывающей, энергетической, коммуникационной, логистической и других сфер.

Россию не переизбрали в руководящий совет Международной организации гражданской авиации (ICAO).

### 2 октября 2022 года
Австралия ввела санкции против 28 назначенных Россией сепаратистов, министров и чиновников, которые, по словам правительства, нарушают международное право, чтобы узаконить действия Москвы на Украине посредством «фиктивных» референдумов, дезинформации и запугивания.

### 4 октября 2022 года
Великобритания ввела санкций против так называемого руководителя правительства оккупированной Россией Херсонской области Сергея Елисеева.
Украина прекратила действие последнего существующего соглашения с Российской Федерацией в области рыбного хозяйства в Азовском море.
Швейцария прекратила правовое сотрудничество с Россией.